# Monodelphis saci
Monodelphis saci és una espècie de didelfimorf de la família dels opòssums (Didelphidae). És endèmic de la conca meridional del riu Amazones, al Brasil. Té una llargada de cap a gropa de 93–117 mm i una cua de 41–59 mm. El seu nom específic, saci, es refereix a un personatge del folklore brasiler. Com que fou descoberta fa poc, l'estat de conservació d'aquesta espècie encara no ha estat avaluat formalment.